# La dipendenza
La dipendenza è un brano musicale scritto da Niccolò Agliardi, composto dallo stesso Agliardi in collaborazione con Alessandro Branca, ed interpretato dal cantautore italiano Virginio, estratto come secondo singolo dal suo secondo album in studio Ovunque.

## Il brano
Sul significato del brano, il cantautore rivela:

## Il video
Il video musicale è reso disponibile in anteprima dal 2 agosto 2012 sul sito TGcom.
Il video è incentrato sulla figura del cantautore che divisa in due Virginio, uno vestito di bianco ed uno di nero, cammina e racconta la storia della canzone, in modo volutamente essenziale. Le due metà, presenti all'inizio ma non in contemporanea, si incontrano alla fine.

## Tracce
1. La dipendenza – 4:36 (testo: Niccolò Agliardi – musica: Niccolò Agliardi, Alessandro Branca)